# بيرنينغ سبير
ونستون رودني (بالإنجليزية: Burning Spear)‏ (ولد 1 مارس 1945) حامل وسام التميز الجامايكي، عرف أيضا باسمه الفني بيرنينغ سبير  ، مغني وموسيقي الريغي الجامايكي، أشتهر بأداة الموسيقى الريغيه و رسائل حركة الراستافارية.

## روابط خارجية
- بيرنينغ سبير على موقع IMDb (الإنجليزية)
- بيرنينغ سبير على موقع ميوزك برينز (الإنجليزية)
- بيرنينغ سبير على موقع أول موفي (الإنجليزية)
- بيرنينغ سبير على موقع قاعدة بيانات الأفلام السويدية (السويدية)
- بيرنينغ سبير على موقع أول ميوزيك (الإنجليزية)
- بيرنينغ سبير على موقع ديسكوغز (الإنجليزية)
- بيرنينغ سبير على موقع قاعدة بيانات الفيلم (الإنجليزية)
- بيرنينغ سبير على موقع كينوبويسك (الروسية)